# Bassiknysna jansei
Bassiknysna jansei és una espècie d'arnes de la família Crambidae. Es troba a Sud-àfrica i és l'única espècie del gènere Bassiknysna.